# Automachef
Automachef est un jeu vidéo de simulation et de puzzle développé par Hermes Interactive et édité par Team 17 Digital Ltd. Le jeu est sortie le 23 juillet 2019 sur Steam et Nintendo Switch.

## Système de jeu

### Interface
Vous devez disposer les éléments du puzzle (les machines) dans le local (la cuisine) pour fabriquer, à partir d'ingrédients bruts, la ou les recettes proposées par le restaurant, et commandées par les clients.
La recette est connue (le nombre d'ingrédients et l'ordre d'assemblage est défini), mais l'implantation et le choix des machines est libre.
Le challenge consiste d'abord à réussir à livrer les commandes dans les contraintes imposées, puis si possible à remplir les objectifs complémentaires.

### Campagne
Vous incarnez un humain, embauché par un robot qui souhaite détruire l'humanité... nourrir l'humanité. Pour cela, il vous met à dispositions différents locaux, dans lesquels les machines remplacent les cuistots, et livrent les commandes.
Des distributeurs génèrent les ingrédients (légumes, pains burgers, steack crus, etc.), les machines et les tapis roulant transforment (pèlent, coupent, cuisent,...) les aliments bruts, puis les assemblent et les emballent, avant d'envoyer le produit fini dans le restaurant / le drive in.
Au travers d'une campagne dont la difficulté monte graduellement, vous obtenez de nouvelles machines, des locaux différents, vous devez gérer des clients VIP (critiques gastronomiques), des risques nouveaux (incendie, nourriture périmée...), qui renouvellent constamment le challenge.
Vous devez réaliser des objectifs (comme « livrer 50 repas ») en respectant des contraintes imposées (par exemple ne pas consommer trop d'énergie, livrer les repas en un temps limité, ou en encore ne pas utiliser trop d'ingrédients bruts).
La campagne compte plus de 30 niveaux (à réussir dans l'ordre), plus 10 niveaux bonus (facultatifs), plus des challenges supplémentaires "saisonniers".

### Contrats
Vous pouvez aussi jouer en mode "freelance", en remplissant des "contrats".

### Scénarios
Le jeu offre la possibilité de créer des scénarios personnalisés, en définissant 1 à 3 objectifs.

### Labo
Vous pouvez enfin créer votre propre cuisine en mode "bac à sable", pour contribuer à la fin du monde de la faim dans le monde.

## Complexité du jeu
La difficulté est graduelle. La compagne commence par des niveaux "didactitiels", avant les niveaux "puzzles". Ils sont régulièrement complétés par de nouveaux niveaux d'apprentissage, par exemple pour l'introduction des incendies (niveau 10). Les objectifs supplémentaires, s'ils ne sont pas impossibles, corsent la difficulté du niveau, et augmentent la durée de jeu par la répétition du niveau, le temps de réussir à remplir TOUS les objectifs du niveau.
Les premières recettes sont simples... On prend les ingrédients, on les transforme, on les emballe, et c'est prêt. Mais les recettes les plus complexes demandent jusqu'à 6 opérations successives, sur 15 différents ingrédients de départ !
A la fin (ou dans le mode "jeu libre"), lorsque le joueur a accès à la totalité des machines (...et en maitrise le fonctionnement !), il peut entièrement automatiser un restaurant, en allant jusqu'à utiliser des ordinateurs, programmable en assembleur, directement dans l'interface du jeu ! Ces ordinateurs sont alors capables, au travers de connexions aux machines, de compter les ingrédients et les plats (ENTREES/INPUTS), de faire des calculs (Combien de plats en cours ? Combien de temps de préchauffage ? etc.), puis de commander les machines en les activant ou non (SORTIES/OUTPUTS). Les possibilités sont alors pratiquement infinies.

## Accueil
- Destructoid : 7/10[6]